# Hwangnyongsa
Hwangnyongsa es el nombre de un antiguo templo budista en la ciudad de Gyeongju en Corea del Sur. 
Construido en el siglo VI, fue el centro del budismo durante las épocas del reino histórico de Silla.
Su nombre significa "Templo del dragón dorado" o "Templo del dragón imperial". Las excavaciones arqueológicas del lugar empezaron en abril de 1976 (OCPRI 1984), continuando aún hoy en día.
Hwangnyongsa fue declarado Patrimonio de la Humanidad por la Unesco en el año 2000 como parte del conjunto patrimonial "Zonas históricas de Kyongju".

## Historia
Hwangnyongsa fue construido durante el período Silla, bajo el patrocinio de la familia real, en una llanura rodeada de montañas cerca del complejo del palacio real de Banwolseong (Palacio Media Luna). La construcción comenzó en el 553 bajo el reinado del rey Jinheung, y no fue terminado hasta el 644, bajo el reinado de la reina Seondeok. El rey Jinheung originalmente concibió el lugar como el emplazamiento de un nuevo palacio, pero cuando un dragón fue visto en el sitio propuesto, se destinó a ser un templo. Hwangnyongsa estuvo destinado para ser el lugar donde los monjes rezaban por la buena marcha de la nación, buscando la protección de Buda, y a su vez para impresionar a dignatarios extranjeros.
Tras la derrota del reino de Baekje en 660, el arquitecto de Baekje, Abiji, fue el encargado para construir una pagoda en madera de nueve pisos en el lugar propuesto. Este hecho indica el conocimiento avanzado de los Baekje en la arquitectura de la madera. Las nueve plantas supuestamente representaban los nueve países del Asia Oriental y la futura conquista de esos estados por el reino de Silla. La pagoda fue incendiada por los mongoles durante las invasiones mongolas de Corea en el 1238.
Actualmente no queda ningún ejemplo de la arquitectura con madera de la era de Silla, pero las ruinas de Hwangnyongsa sugieren una influencia del reino de Goguryeo.
El emplazamiento del templo en un valle dentro del parque nacional de Gyeongju cerca de la Montaña Toham y próximo al templo de Bunhwangsa, fue objeto de excavaciones en 1972, revelando el trazado del templo y descubriendo cerca de 40.000 objetos.